# کراشولوژی ۱۰۱
کراشولوژی ۱۰۱ (انگلیسی: Crushology 101؛ کره‌ای: 바니와 오빠들) مجموعه تلویزیونی محصول کره جنوبی سال ۲۰۲۵ با بازی رو جونگ یی، لی چه مین، جو جون یونگ، کیم هیون جین، کیم مین چول و هونگ مین گی است. این مجموعه داستان عاشقانه دختری به نام بانی را روایت می‌کند که پس از جدایی از عشق اول تاریک و دردناک خود، در میان چهار پسر جذاب قرار می‌گیرد. این مجموعه از ۱۱ آوریل تا ۱۷ مه ۲۰۲۵، روزهای جمعه و شنبه ساعت ۲۱:۵۰ (کی‌اس‌تی) از ام‌بی‌سی پخش شد. کراشولوژی ۱۰۱ همچنین برای استریم در کوکووا و ویو در مناطق منتخب قابل دسترسی است.

## بازیگران

### اصلی
- رو جونگ یی در نقش بانی (بان هی جین)[۵]
- لی چه مین در نقش هوانگ جه یول[۵]
- جو جون یونگ در نقش چا جی وون[۶]
- کیم هیون جین در نقش جو آه رانگ[۷]
- هونگ مین گی در نقش جین هیون اوه[۸]
- کیم مین چول در نقش دونگ ها[۹]

### مکمل
- چوی جی سو در نقش نام کوت نیم[۱۰]
- لی جی هون در نقش بان یونگ مین[۱۱]
- کیم هیون موک در نقش کو بونگ سو[۱۲]
- جون جون هو در نقش چون شیک[۱۳]
- وانگ بیت نا در نقش مادر هوانگ جه یول[۱۴]
- نام کیو هی در نقش کوان بو به[۱۵]
- جون سو یونگ در نقش هان یو روم[۱۶]

## تولید

### توسعه
کراشولوژی ۱۰۱ به نویسندگی سونگ سو اون، به کارگردانی کیم جی هون و تهیه‌کنندگی کاکائو انترتینمنت است. این مجموعه بر پایه وب‌تونی در کاکائو وب‌تون با همین نام اثر نی اون است که ۱۷۰ میلیون بازدید تجمعی را به ثبت رسانده است.

### انتخاب بازیگران
در ۳۰ آوریل ۲۰۲۴، رو جونگ یی به عنوان نقش اول زن برای این مجموعه تأیید شد.
بر اساس مصاحبهٔ Osen در ۱ مه ۲۰۲۴، لی چه مین تصمیم گرفته بود که در این مجموعه حضور داشته باشد و در آستانهٔ آغاز فیلم‌برداری است.
در ۱۹ سپتامبر ۲۰۲۴، گزارش شد که رو جونگ یی، لی چه مین و جو جون یونگ به عنوان گروه بازیگران اصلی تأیید شده‌اند.

## انتشار
کراشولوژی ۱۰۱ از ۱۱ آوریل تا ۱۷ مه ۲۰۲۵، روزهای جمعه و شنبه ساعت ۲۱:۵۰ (کی‌اس‌تی) از ام‌بی‌سی پخش شد.